# عملیات گیره کاغذ

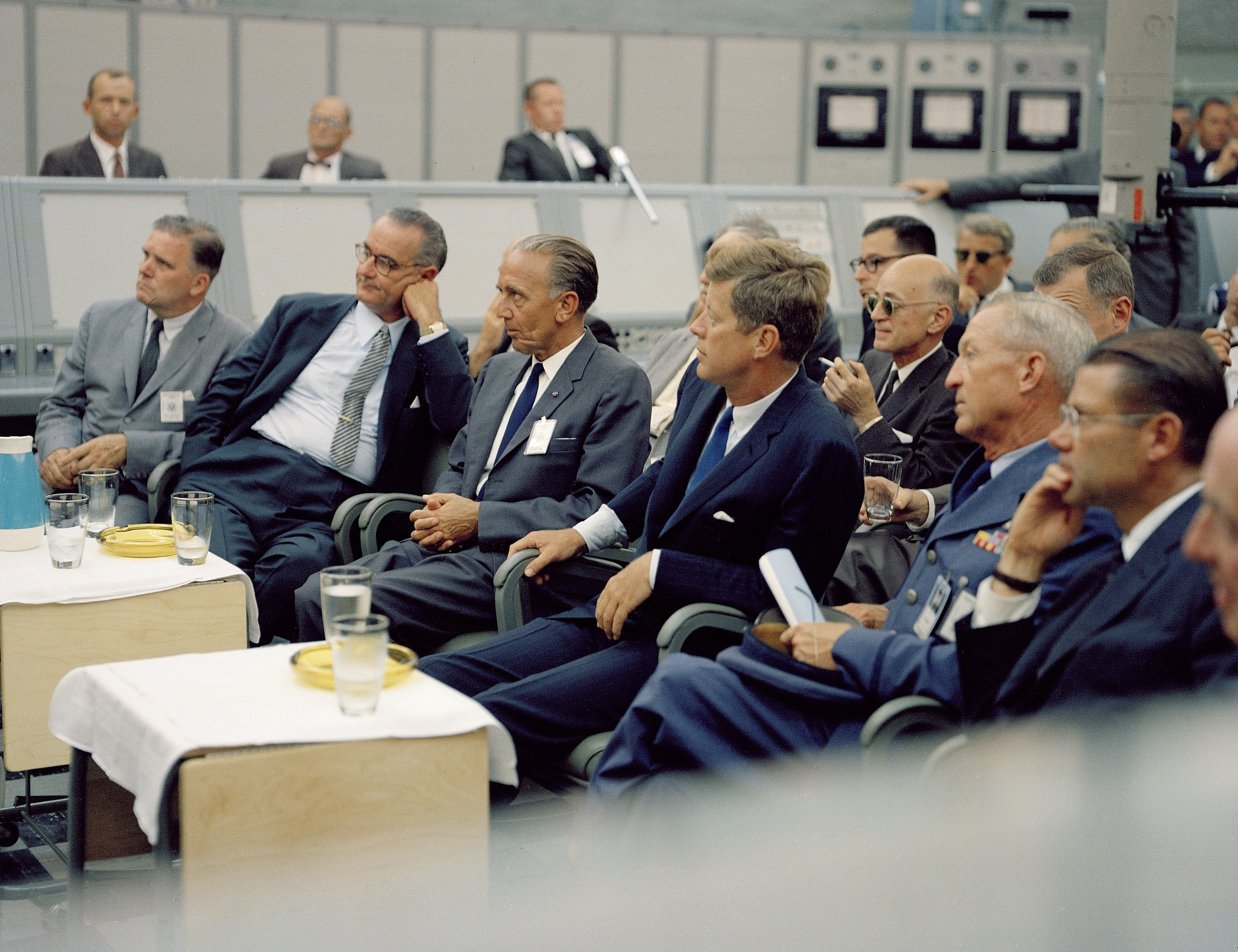
کورت اچ دبوس (نفر دوم از سمت راست) در کنار جان اف. کندی. دبوس که از دانشمندان سابق نازی بود، به عنوان اولین رئیس مرکز فضایی کندی در آمریکا انتخاب شد.

عملیات گیره کاغذ یا عملیات پیپرکلیپ (انگلیسی: Operation Paperclip) عملیات سری مشترک دستگاه‌های اطلاعاتی آمریکا بود که در طی آن بیش از ۱۶۰۰ دانشمند آلمان نازی برای کار به ایالات متحده آمریکا انتقال داده‌شدند. از جمله این افراد می‌توان به ورنر فون براون و تیم موشک وی-۲ اشاره کرد. اکثریت این افراد انتقال یافته که به استخدام نهادهای دولتی آمریکا درآمدند، از اعضا و رهبران سابق حزب نازی بودند. عمده فعالیت این عملیات بین سال‌های ۱۹۴۵ تا ۱۹۵۹ انجام شد.
مهم‌ترین هدف عملیات گیره کاغذ برتری ایالات متحده بر شوروی در طول مسابقه فضایی و جنگ سرد بود. شوروی هم مانند آمریکا متخصصان آلمان نازی را به کشور خود انتقال داده بود. شوروی طی عملیات اوساویکهیم در یک شب در ۲۲ اکتبر ۱۹۴۶ بیش از ۲۲۰۰ متخصص آلمانی را به همراه خانواده‌شان برای کار به خاک شوروی انتقال داده‌بود.
اولین فاز جذب دانشمندان در عملیات گیره کاغذ به نام «عملیات اورکست» در ژوئیه ۱۹۴۵ توسط ستاد مشترک ارتش آمریکا پایه‌گذاری شد. در نوامبر ۱۹۴۵ عملیات اورکست به عملیات گیره کاغذ یا عملیات پیپرکلیپ تغییر نام داد. هری ترومن، رئیس‌جمهور وقت آمریکا، این عملیات را در سپتامبر ۱۹۴۶ به صورت محرمانه تأیید کرد و قرار شد در مرحله اول هزار دانشمند سابق نازی تحت «بازداشت موقت و محدود نظامی» قرار بگیرند. اما دانشمندان انتقال‌داده‌شده اکثراً ماندگار و در سازمان‌های دولتی آمریکا مشغول به کار شدند.